# Nathalie Amoratti-Blanc
Pour les articles homonymes, voir Blanc.
Nathalie Amoratti-Blanc est une femme politique monégasque.

## Biographie
Née le 17 septembre 1964, Nathalie Amoratti-Blanc est masseuse-kinésithérapeute.
Elle est membre du Conseil national depuis 2013.
Elle est Présidente de la Commission des Droits de la Femme et de la Famille sous la mandature 2018-2023.

## Distinctions
- Chevalier de l'ordre de Saint-Charles